# Между раем и адом
«Между раем и адом» (англ. Between Heaven and Hell) — американский цветной широкоэкранный военный фильм 1956 года, снятый режиссёром Ричардом Флейшером по роману «День, когда закончился век» Фрэнсиса Гуолтни.

## Сюжет
1945 год. Вторая мировая война в Азии. Филиппинская операция. За нарушение воинской дисциплины сержант Национальной гвардии США Сэм Гиффорд был разжалован в рядовые и отправлен служить в роту капитана Граймса, подразделение которого находилось на удалении от основных сил. Линия обороны роты проходила по холмистой местности, на которой располагались наблюдательные форпосты. После похода в разведку Сэм Гиффорд заступает на боевое дежурство на форпост, который ночью подвергся вражеским атакам. В результате последней японской атаки на форпост в живых остаются только Сэм Гиффорд и Уилли Кроуфорд, которых впоследствии направляют в госпиталь.

## В ролях
- Роберт Вагнер — рядовой Сэм Гиффорд
- Терри Мур — Дженни Гиффорд
- Бродерик Кроуфорд — капитан «Уэйко» Граймс
- Бадди Эбсен — Уилли Кроуфорд
- Роберт Кит — полковник Казинс
- Брэд Декстер — лейтенант Джо «Маленький Джо» Джонсон
- Марк Деймон — рядовой Терри
- Кен Кларк — Морган
- Харви Лембек — рядовой Берни Мелески
- Скип Хомейер — рядовой Суонсон
- Л. К. Джонс — рядовой Кенни
- Тодд Эндрюс — лейтенант Рэй Мосби
- Бифф Эллиот — лейтенант «Мальчик с пальчик»
- Барт Бёрнс — рядовой Рейкер

В титрах не указаны
- Скэтмэн Крозерс — Джордж
- Сэм Эдвардс[англ.] — Соумс
- Фрэнк Герстл[англ.] — полковник Майлз
- Фрэнк Горшин — рядовой Миллард
- Рэй Монтгомери[англ.] — медик
- Морган Бойд[англ.] — водитель джипа
- Том Питтман[англ.] — замена
- Карл Свитцер[англ.] — Сэвидж

## Съёмочная группа
- Режиссёр: Ричард Флейшер
- Продюсер: Дэвид Вайсбарт
- Сценарист: Гарри Браун
- Оператор: Лео Товер
- Композитор: Хьюго Фридхофер

## Номинации
- Оскар — номинация (1957)[1]